# Palacio Gritti Badoer
El palacio Gritti Badoer o  palacio Gritti Morosini Badoer Partecipazio es un edificio histórico italiano situado en el barrio de Castello, en la plaza conocida como «campo Bandiera e Moro», cerca de la riva degli Schiavoni en Venecia.

## Descripción
Su fachada principal exhibe elementos del siglo XIV articulados en dos plantas, aparte de la planta baja y del ático. El edificio es asimétrico debido a la peculiar estructura del solar, destacando la polífora de cinco huecos con columnas de mármol rosa de Verona en la primera planta o piso noble con algunos elementos decorativos bizantinos del siglo X y balcón corrido. El segundo piso presenta una «trífora» central con monóforas laterales en ogiva.
El edificio perteneció a la familia noble veneciana Gritti y, desde el siglo XVI fue pasando de unas manos a otras, entre ellas a la familia Badoer-Partecipazio, cuyo nombre también continúa ligado al palacio.